# 有明出入口
有明出入口（ありあけでいりぐち）は、東京都江東区有明にある首都高速道路湾岸線の出入口である。辰巳JCT方面の出入口のみ設置されているハーフインターチェンジである。
東雲JCTと同一地点にあるが、10号晴海線から本出入口の利用はできない。

## 接続する道路
- 国道357号

## 周辺
- 東京国際展示場（東京ビッグサイト）
- 有明テニスの森公園
  - 有明コロシアム
- 有明ガーデン
- 有明物流センター
  - SMALL WORLDS TOKYO
- 国際展示場駅
- 有明駅
- ユニバーサルエンターテインメント
- パナソニックセンター東京
- 東京臨海副都心
  - FCGビル（フジテレビ・フジ・メディア・ホールディングス・BSフジ）
  - フジテレビ湾岸スタジオ
  - ダイバーシティ東京
  - アクアシティお台場
  - デックス東京ビーチ
  - テレコムセンター
  - イマーシブ・フォート東京[1]
  - CITY CIRCUIT TOKYO BAY[2]
  - 船の科学館
  - 日本科学未来館

## 隣
首都高速湾岸線
(B22)臨海副都心出入口 - 有明JCT - 東雲JCT - (B23)有明出入口 - 辰巳JCT - (B24,B25)新木場出入口